# Бижкенова, Айгуль Ермековна
Айгуль Ермековна Бижкенова — доктор филологических наук, профессор, заведующая кафедрой иностранной филологии ЕНУ им. Л. Н. Гумилёва, член-корреспондент Международной академии наук педагогического образования (Москва, 2013 г.), имеет членство в Международной ассоциации делового общения, Международном и Казахстанском Союзах учителей немецкого языка, Международной и Казахстанской ассоциации преподавателей русского языка и литературы, является членом Ассоциации германистов России.
Область научных интересов: германистика, ономастика, лингводидактика, лексикография, методика обучения немецкому языку и др.
Автор более 200 научных публикаций на русском, казахском, английском, немецком языках, докладов на научных форумах различного уровня в Казахстане и за рубежом, в том числе в Германии, России, Болгарии, Южной Корее, Испании, Кыргызстане.
Среди публикаций имеются научные статьи в изданиях с индексами ККСОН, РИНЦ, SCOPUS.

## Образование
В 1979 году окончила с отличием Алма-атинский педагогический институт иностранных языков, факультет немецкого языка.
В 1997 году защитила кандидатскую диссертацию «Процесс деонимизации в словообразовании немецкого языка» (научный руководитель — доктор филологических наук, профессор Нурсулу Ибраевна Букетова) по специальности 10.02.04 — германские языки в КазУМОиМЯ им. Абылай хана.
В 2004 году защитила докторскую диссертацию «Деонимный семиозис и репрезентативность лексического и словообразовательного значений деонимов» по специальности 10.02.19 — теория языка (научный консультант — доктор филологических наук, профессор С. Е. Исабеков) в КазУМОиМЯ им. Абылай хана.

## Трудовая деятельность
Начала трудовую биографию ещё в бытность Целиноградского педагогического института им. С. Сейфуллина в 1980 году после одного года работы в Джезказганском педагогическом институте. Проработав без перерывов в стенах данного учебного заведения до 2006 года, А. Е. Бижкенова выросла от простого ассистента до доктора филологических наук. Затем с 2006 года по 2012 год А. Е. Бижкенова по приглашению работала в Академии государственного управления при Президенте РК в разных должностях.
С ноября 2012 года вернулась в свой родной университет — ЕНУ им. Л. Н. Гумилёва заведующей кафедрой иностранной филологии, где и работает по настоящее время.
2007—2010 годы — член диссертационного совета по защите кандидатских и докторских диссертаций по филологии при ЕНУ им. Гумилева.
С 2012 года — эксперт Независимого Агентства Аккредитации и Рейтинга (НААР); в качестве Председателя ВЭК (с 2017).
С 2015 года — член редакционной коллегии журнала «Вестник ЕНУ им. Л. Н. Гумилева», серия «Филологические науки».
С 2018 года — эксперт Национального центра государственной научно-технической экспертизы.
С 2019 года — председатель диссертационного совета по защите диссертаций PhD по иностранной филологии и переводческому делу при ЕНУ им. Гумилева.

## Награды
За большой вклад в дело развития науки, преподавания языков в Казахстане, воспитание молодёжи неоднократно поощрялась благодарственными письмами и почётными грамотами от МОН РК (2016, 2018), Агентства по делам государственной службы РК (2011), Партии «Нур Отан» (2006).
В 2008 году за плодотворную научно-педагогическую деятельность А. Е. Бижкенова награждена нагрудным знаком МОН РК «Ыбырай Алтынсарин».
В 2009 году ей присвоено звание «Лучший преподаватель вуза» (Министерство образования и науки Республики Казахстан).
В 2018 году профессор Е. А. Бижкенова была награждена медалью «Почетный работник образования Республики Казахстан» и медалью «Культегин».
В 2020 году удостоена медали «Қазақстанның мәртебелі педагогі».
В декабре 2022 года награждена Нагрудным знаком «Қазақстан Республикасының ғылымын дамытуға сіңірген еңбегі үшін» («За заслуги в развитии науки Республики Казахстан»).